# Ricario di Centule
Ricario di Centule, o di Centula, in francese Riquier, in latino Ricarius (560 circa – Foresta di Crécy, 26 aprile 645/650), fu un sacerdote e monaco che evangelizzò la Piccardia nel corso del VII secolo. È venerato come santo dalla Chiesa cattolica e da quella ortodossa.

## Biografia
Notizie sulla sua vita sono tramandate da quattro biografi antichi: Pascasio Radberto, Alcuino di York, Angilramno (Angelramne) il Saggio, ricompilatore di Alcuino, e Hariulfo di Oudenburg; un'anonima e poco affidabile Grand Chronique de Saint-Riquier da Clodoveo I al 1437, perduta, ci è nota tramite una sintesi di epoca rinascimentale.
Le origini di Ricario sono nebulose, ma la volontà celebrativa dei secoli successivi le volle ammantare di nobiltà, assegnandogli come padre un supposto nipote di Clodoveo, Alcario, fra i primi leggendari signori di un Ponthieu semibarbaro; col padre si sarebbe recato giovanissimo in pellegrinaggio a Roma, dove avrebbe ricevuto da papa Giovanni II il battesimo e la cresima.
Nato attorno al 560-570, sicuramente apparteneva a famiglia benestante, se non nobile: un privilegio di papa Leone III stabilisce che Ricario fondò un monastero sulle proprie terre, e due secoli dopo Angilramno parafrasando Alcuino ci dice che la santità in lui superava la nobiltà; Hariulfo infine, parlando della fondazione del monastero, non suppone una potestà imperiale, ma afferma che nell'impresa Ricario sacrificò l'eredità paterna.
Grazie all'opera di due missionari irlandesi, che la tradizione ha identificato coi nomi di Caïdoc e Frichor, Ricario divenne sacerdote (monaco secondo Hariulfo, forse desideroso di avvicinarlo maggiormente all'istituzione benedettina) e fondò un monastero nella località all'epoca nota col nome latino di Centula. Si occupò inizialmente dell'assistenza ai lebbrosi, partì quindi come missionario itinerante predicando nel Ponthieu e nelle regioni limitrofe.
Attorno al 597 compì un viaggio in Inghilterra, forse al seguito della missione di Agostino di Canterbury; sull'isola il monastero possedeva in epoca successiva un priorato, che Hariulfo descrive come un dono di Edoardo il Confessore, ma probabilmente era parte di una donazione più antica e da quest'ultimo venne solo riconfermato.
La fondazione dell'abbazia di Saint-Riquier ebbe probabilmente origine da una prima chiesa dedicata a Maria, edificata nel terzo decennio del VII secolo sulle proprietà di Ricario; la comunità che si sviluppò attorno a questa poté godere fin dall'inizio delle rendite delle terre circostanti, in seguito aumentate da ulteriori donazioni.
Non si conosce la regola originariamente prescelta dal fondatore.
Per fuggire la gloria mondana, e la crescente fama di cui godevano sia il monastero che lui stesso, Ricario si fece eremita, ritirandosi con un compagno di nome Sigobardo nella foresta di Crécy, e lasciando alla guida del monastero un discepolo di nome Ocialdo.
Secondo Alcuino, Ricario avrebbe fondato un altro monastero oltre quello di Centula, nella località di Argubium, forse il castello di Guardium/Gard-le-Rue nei pressi dell'odierna Forest-Montiers, ai margini della foresta di Crécy. Appare però probabile, in base alla scelta di eremitaggio del santo, che la fondazione sia stata successiva, opera di qualche seguace desideroso di consacrare alla fede il luogo teatro dell'ultima parte della vita di Ricario.
Morì il giorno 26 aprile, di un anno compreso tra il 645 e il 650; fu tumulato nella chiesa abbaziale, dove i suoi resti riposarono per 150 anni sino a quando sant'Angilberto ne ricostruì il sepolcro in occasione del rifacimento del monastero.

## Culto
La memoria liturgica di san Ricario cade il 26 aprile.